# Adina Porter
Adina Elizabeth Porter é uma atriz americana vencedora do Obie Award, conhecida por seu papel recorrente como Lettie Mae Thornton na série True Blood, como Kendra em The Newsroom ambas as série da HBO. como Indra na série The 100 da CW, e Lee Harris, Beverly Hope e Dinah Stevens na sexta, sétima e oitava temporadas, respectivamente, da série antológica da FX American Horror Story pela qual recebeu uma indicação ao Primetime Emmy Award.

## Filmografia

### Cinema
| Ano  | Título                    | Papel                     | Nota           |
| ---- | ------------------------- | ------------------------- | -------------- |
| 1992 | Swoon                     | Estenógrafa               |                |
| 1993 | Geoffrey Beene 30         | Mulher                    | Curta-metragem |
| 1997 | The Peacemaker            | Policial feminina de NYPD |                |
| 1999 | Body Shots                | Detetive Thompson         |                |
| 2001 | The Fluffer               | Silver                    |                |
| 2002 | Pipe Dream                | Lauren Gunther            |                |
| 2005 | The Salon                 | Esposa de Percy           |                |
| 2010 | The Social Network        | Associada de Gretchen     |                |
| 2011 | The Changing Room         | Sarah                     | Curta-metragem |
| 2011 | About Sunny               | Cheryl                    |                |
| 2016 | Wig Shop                  | Tippy                     | Curta-metragem |
| 2017 | The Last Word             | Bree Wilson               |                |
| 2019 | Miss Virginia             | Annette Johnson           |                |
| 2023 | Sitting in Bars with Cake | Tasha                     |                |

### Televisão
| Ano       | Título                                | Papel                                | Notas                                        |
| --------- | ------------------------------------- | ------------------------------------ | -------------------------------------------- |
| 1990-1995 | Law & Order                           | Vizinha / Sheryl Decker / Mary Byman | 3 episódios                                  |
| 1994      | New York Undercover                   | Jasmine Hopkins                      | Episódio: "Pilot"                            |
| 1997      | Brooklyn South                        | Angela Withers                       | Episódio: "Life Under Castro"                |
| 1998      | Gia                                   | Garota em terapia de grupo           | Telefilme                                    |
| 1998      | Brimstone                             | Rachel                               | Episódio: "Repentance"                       |
| 1999      | Snoops                                | Angela Jackson                       | Episódio: "The Grinch"                       |
| 2000      | The District                          | Assistente de Ella                   | Episódio: "Pilot"                            |
| 2000      | Any Day Now                           | Diane                                | Episódio: "Where's the Justice in That?"     |
| 2000      | City of Angels                        | Hazina                               | Episódio: "Smoochas Gracias"                 |
| 2001      | NYPD Blue                             | Tisha / Ifeoma Okafor                | 2 episódios                                  |
| 2002      | Stage on Screen: The Women            | Vários                               | Telefilme                                    |
| 2002      | Strong Medicine                       | Malia                                | Episódio: "Compassionate Release"            |
| 2002      | The Guardian                          | Assistente D. A.                     | Episódio: "Monster"                          |
| 2002      | Crossing Jordan                       | Vicki Moran                          | Episódio: "Prisoner Exchange"                |
| 2002-2003 | American Dreams                       | Gwen Walker                          | 15 episódios                                 |
| 2005      | Lackawanna Blues                      | Ricky                                | Telefilme                                    |
| 2005      | ER                                    | Srta. Hopkins                        | Episódio: "Back in the World"                |
| 2005      | CSI: NY                               | Shannon Goodall                      | Episódio: "On the Job"                       |
| 2005      | Prison Break                          | Leticia Barris                       | 2 episódios                                  |
| 2006      | Without a Trace                       | Harriet Lewis                        | Episódio: "Watch Over Me"                    |
| 2007      | House M.D.                            | Claudia                              | Episódio: "Family"                           |
| 2007-2010 | Saving Grace                          | Tamara Cooley                        | 2 episódios                                  |
| 2007      | Law & Order: Special Victims Unit     | Janelle Odami                        | Episódio: "Fight"                            |
| 2007      | Katrina                               | Mary                                 | Telefilme                                    |
| 2008-2014 | True Blood                            | Lettie Mae Thornton                  | 32 episódios                                 |
| 2009      | Cold Case                             | Laticia Myers                        | Episódio: "Jurisprudence"                    |
| 2009      | CSI: Crime Scene Investigation        | Denise Devine                        | Episódio: "Coup de Grace"                    |
| 2009      | Operating Instructions                | Celia                                | Telefilme                                    |
| 2010      | Hawthorne                             | Nancy Breton                         | Episódio: "The Match"                        |
| 2010      | The Whole Truth                       | Detetive Sweeney                     | Episódio: "Cold Case"                        |
| 2011      | Criminal Minds: Suspect Behavior      | Jeanette Rawlins                     | Episódio: "Two of a Kind"                    |
| 2011      | Private Practice                      | Stacy                                | Episódio: "A Step Too Far"                   |
| 2011-2012 | Ringer                                | Diretora Caruso                      | 2 episódios                                  |
| 2011      | American Horror Story: Murder House   | Sally Freeman                        | Episódio: "Murder House"                     |
| 2011      | Prime Suspect                         | Detetive Kendra Cannon               | Episódio: "The Great Wall of Silence"        |
| 2012      | The Finder                            | Srta. Estelle                        | Episódio: "Life After Death"                 |
| 2012-2014 | The Newsroom                          | Kendra James                         | 23 episódios                                 |
| 2012      | Grey's Anatomy                        | Dra. Ramsey                          | Episódio: "Remember the Time"                |
| 2012      | Glee                                  | Professora de História               | Episódio: "The Role You Were Born to Play "  |
| 2012      | The Vampire Diaries                   | Nandi                                | Episódio: "We'll Always Have Bourbon Street" |
| 2013      | Doubt                                 | Stacie McNeil                        | Telefilme                                    |
| 2014-2020 | The 100                               | Indra                                | 54 episódios                                 |
| 2015      | Code Black                            | Susie                                | Episódio: "Pilot"                            |
| 2015      | The Leftovers                         | Líder do G.R.                        | Episódio: "Ten Thirteen"                     |
| 2016-2017 | Underground                           | Pearly Mae                           | 7 episódios                                  |
| 2016      | The Catch                             | Emily Clark                          | Episódio: "The Wedding"                      |
| 2016      | American Horror Story: Roanoke        | Lee Harris                           | 9 episódios                                  |
| 2016      | The Jury                              | Angela                               | Telefilme                                    |
| 2017      | Ray Donovan                           | Vicky                                | 4 episódios                                  |
| 2017      | American Horror Story: Cult           | Beverly Hope                         | 10 episódios                                 |
| 2018      | American Horror Story: Apocalypse     | Dinah Stevens                        | 10 episódios                                 |
| 2019      | The Morning Show                      | Sarah                                | 3 episódios                                  |
| 2020      | Outer Banks                           | Xerifa Peterkin                      | 8 episódios                                  |
| 2021      | American Horror Story: Double Feature | Chefe Burleson                       | 6 episódios                                  |
| 2022      | Paper Girls                           | Prioress                             | 6 episódios                                  |
| 2023      | The Power                             | Voz na cabeça de Allie               | 7 episódios                                  |
| 2023      | The Changeling                        | Lillian                              | 7 episódios                                  |
| 2024      | The Perfect Couple                    | Enid Collins                         | 3 episódios                                  |
| 2025      | Smoke                                 | Brenda Cephus                        | 4 episódios                                  |
| 2025      | Copenhagen                            | Marlowe                              |                                              |

## Prêmios e indicações
| Ano  | Prêmio                | Categoria                                                   | Trabalho                       | Resultado |
| ---- | --------------------- | ----------------------------------------------------------- | ------------------------------ | --------- |
| 2006 | Black Reel Awards     | Best Supporting Actress - Television                        | Lackawanna Blues               | Indicado  |
| 2010 | Gold Derby Awards     | Drama Guest Actress                                         | True Blood                     | Indicado  |
| 2017 | Saturn Award          | Best Supporting Actress on Television                       | American Horror Story: Roanoke | Indicado  |
| 2018 | Saturn Award          | Best Supporting Actress on Television                       | American Horror Story: Cult    | Indicado  |
| 2018 | Primetime Emmy Awards | Outstanding Supporting Actress in a Limited Series or Movie | American Horror Story: Cult    | Indicado  |